# بانتليس كونستانتيدس
بانتليس كونستانتيدس (باليونانية: Παντελής Κωνσταντινίδης)‏ هو لاعب كرة قدم يوناني في مركز نصف الجناح، ولد في 16 أغسطس 1975 في فلورينا في اليونان. شارك مع منتخب اليونان لكرة القدم. أما مع النوادي، فقد لعب مع أوفي كريت وأيك أثينا وباناثينايكوس ونادي أبولون سميرني ونادي باوك ونادي كافالا.

## وصلات خارجية
- بانتليس كونستانتيدس على موقع قاعدة بيانات كرة القدم.إي يو (الإنجليزية)
- بانتليس كونستانتيدس على موقع ناشيونال فوتبول تيمز (الإنجليزية)
- بانتليس كونستانتيدس على موقع Soccerbase.com (لاعب) (الإنجليزية)